# Satoshi Ibuchi
Satoshi Ibuchi est un karatéka japonais surtout connu pour avoir remporté la médaille d'or en kumite individuel masculin moins de 80 kilos aux championnats du monde de karaté 2008 à Tōkyō, au Japon.

## Résultats
| Résultat      | Date             | Épreuve                   | Catégorie | Compétition                | Ville hôte      |
| ------------- | ---------------- | ------------------------- | --------- | -------------------------- | --------------- |
| Médaille d'or | 16 novembre 2008 | Kumite individuel - 80 kg | Seniors   | Championnats du monde 2008 | Tōkyō, au Japon |